# Marek Langner
Marek Langner (ur. 29 stycznia 1956 w Ostrowie Wielkopolskim) – polski profesor podstawowych problemów techniki w zakresie fizyki.

## Życiorys
Urodził się 29 stycznia 1956 r. w Ostrowie Wielkopolskim. W 1980 r. ukończył studia w Instytucie Fizyki Politechniki Wrocławskiej i po kolejnych pięciu latach studiów doktoranckich w tym instytucie uzyskał stopień doktora nauk biologicznych na Wydziale Lekarskim Akademii Medycznej we Wrocławiu. Przez rok po doktoracie pracował jako asystent w Zakładzie Biofizyki Akademii Medycznej we Wrocławiu, a kolejne cztery lata odbywał staż podoktorski na State University of New York, a potem przez rok na takim samym stanowisku przebywał w Roswell Park Cancer Institute w Buffalo, zaś przez kolejne 5 lat był w tej samej jednostce asystentem. W 1995 r. wrócił do Polski i został adiunktem w Katedrze Fizyki i Biofizyki Akademii Rolniczej we Wrocławiu. Habilitował się w 1999 r. na Wydziale Nauk o Ziemi Uniwersytetu Łódzkiego, po czym otrzymał posadę adiunkta na Wydziale Podstawowych Problemów Techniki Politechniki Wrocławskiej i pracował tam do 2006 r., kiedy przeniósł się na takie samo stanowisko w Instytucie Inżynierii Biomedycznej i Pomiarowej tego samego wydziału. Stanowisko profesora nadzwyczajnego w tym instytucie otrzymał w 2009 r. Od 2011 r. profesor zwyczajny.